# Кубок Глазго
Кубок Глазго — футбольний турнір за системою «на виліт» (Олімпійська система), у якому беруть участь команди з Глазго.
З першого розіграшу турніру у 1887 і до 1988 розігрувався між командами дорослих гравців, зараз у ньому беруть участь молодіжні команди п'яти клубів: Рейнджерс, Селтік, Клайд, Партік Тісл та Квінз Парк.
Історично у Кубку Глазго домінують команди Олд Фірм: Рейнджерс та Селтік, які перемагали 48 і 33 раз відповідно. Поява європейських футбольних турнірів призвела до того, що перемога у Кубку цінується все менше, в деяких останніх сезонах турнір не відбувався взагалі.

## Фінали
Останні 8 розіграшів Кубку Глазго закінчувались таким чином:
| Рік  | Переможець | Рахунок              | Претендент |
| ---- | ---------- | -------------------- | ---------- |
| 2008 | Селтік     | 3-1                  | Рейнджерс  |
| 2009 | Рейнджерс  | 2-1                  | Селтік     |
| 2010 | Рейнджерс  | 2-1                  | Селтік     |
| 2011 | Селтік     | 1-0                  | Рейнджерс  |
| 2012 | Рейнджерс  | 1-1(по пенальті 4-2) | Селтік     |
| 2013 | Рейнджерс  | 3-2                  | Селтік     |
| 2014 | Селтік     | 1-0                  | Рейнджерс  |
| 2015 | Селтік     | 2-0                  | Рейнджерс  |